# Virus de la mosaïque de la pomme de terre sauvage
Potyvirus muricati
Espèce
Potyvirus muricati, aussi appelé virus de la mosaïque de la pomme de terre sauvage (ou WPMV, acronyme de Wild potato mosaic virus), est un phytovirus pathogène du groupe des Potyvirus, appartenant à la famille des  Potyviridae. 
Ce virus, endémique du Pérou, a été isolé pour la première fois en 1974 sur Solanum chancayense dans les  Lomas de Lachay sur le littoral désertique du Pérou.
Les plantes hôtes appartiennent exclusivement à la famille des Solanaceae et comprennent notamment diverses espèces de pommes de terre sauvages. La pomme de terre cultivée (Solanum tuberosum) n'y est pas sensible. Il peut cependant infecter la tomate.
La transmission de ce virus se fait sur un mode non persistant par l'intermédiaire du puceron Myzus persicae.

## Référence biologique
- (en) ICTV : Wild potato mosaic virus  (consulté le 1er février 2021)